# آرباتنت لاتام
آرباتنت لاتام (انگلیسی: Arbuthnot Latham) شرکت خدمات مالی و بانکداری بریتانیایی است، که در سال ۱۸۳۳ تأسیس شد.